# Carver (Minnesota)
Carver é uma cidade localizada no estado americano de Minnesota, no Condado de Carver.

## Demografia
Segundo o censo americano de 2000, a sua população era de 1266 habitantes.
Em 2006, foi estimada uma população de 2512, um aumento de 1246 (98.4%).

## Geografia
De acordo com o United States Census Bureau tem uma área de
10,4 km², dos quais 10,0 km² cobertos por terra e 0,4 km² cobertos por água.

## Localidades na vizinhança
O diagrama seguinte representa as localidades num raio de 16 km ao redor de Carver.